# Horaiclavus sysoevi
Horaiclavus sysoevi is een slakkensoort uit de familie van de Horaiclavidae. De wetenschappelijke naam van de soort is voor het eerst geldig gepubliceerd in 2003 door Smriglio & Mariottini.